# Camponotus biolleyi
Camponotus biolleyi är en myrart som beskrevs av Auguste-Henri Forel 1902. Camponotus biolleyi ingår i släktet hästmyror, och familjen myror. Inga underarter finns listade.